# Cheiracanthium punctorium
La araña de saco amarillo (Cheiracanthium punctorium) es una araña araneomorfa que se encuentra desde Europa central hasta Asia central. Su picadura es parecida a la de la avispa, aunque quizás un poco más dolorosa. Algunas personas pueden tener fuertes reacciones, como náuseas.
Las hembras construyen una ooteca de unos 4 cm en la hierba alta.
En Alemania, donde es la única araña venenosa importante, es una especie rara, solamente conocida por ser bastante frecuente en la región de Kaiserstuhl, la parte más cálida del país.

## Galería de imágenes

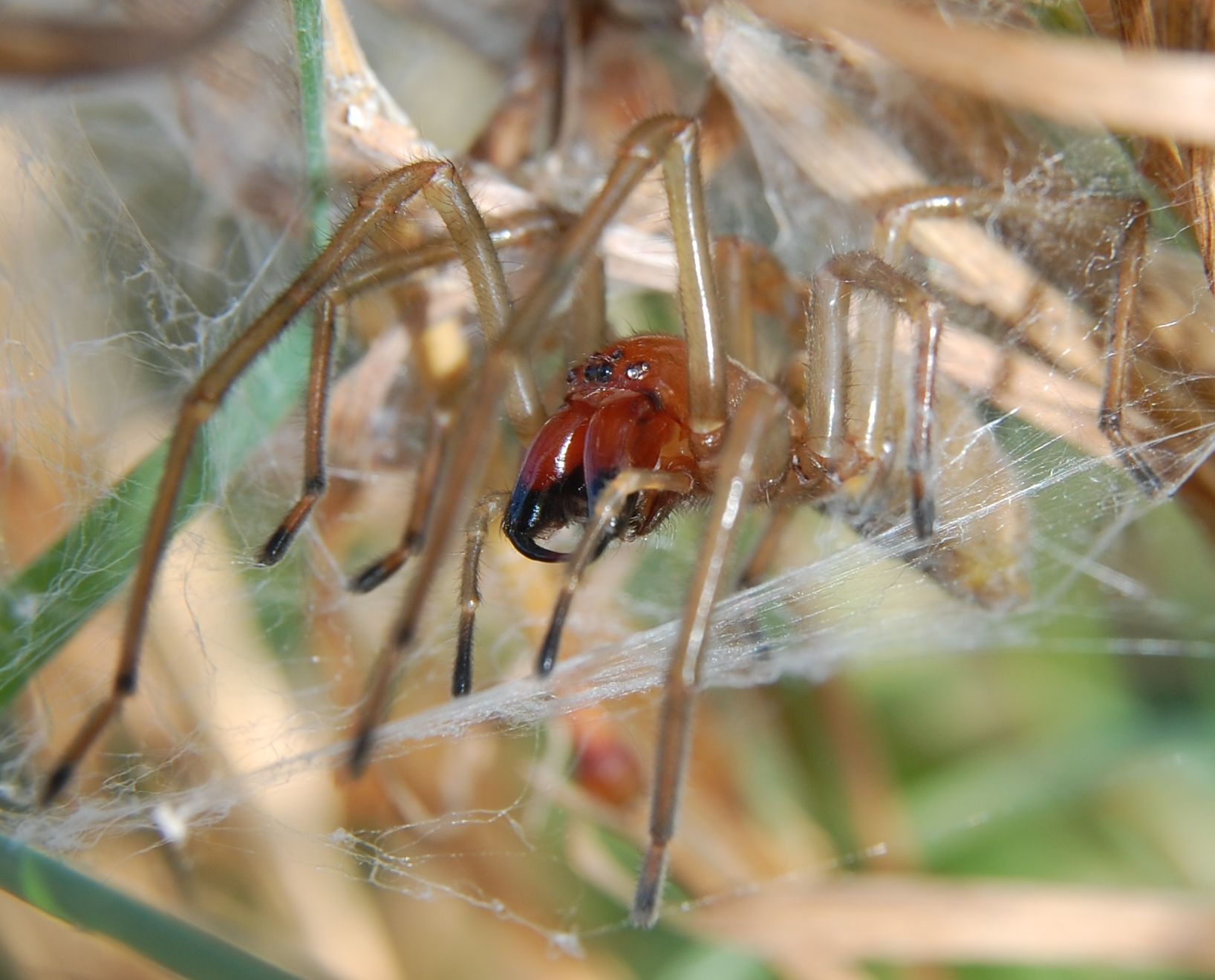
Hembra
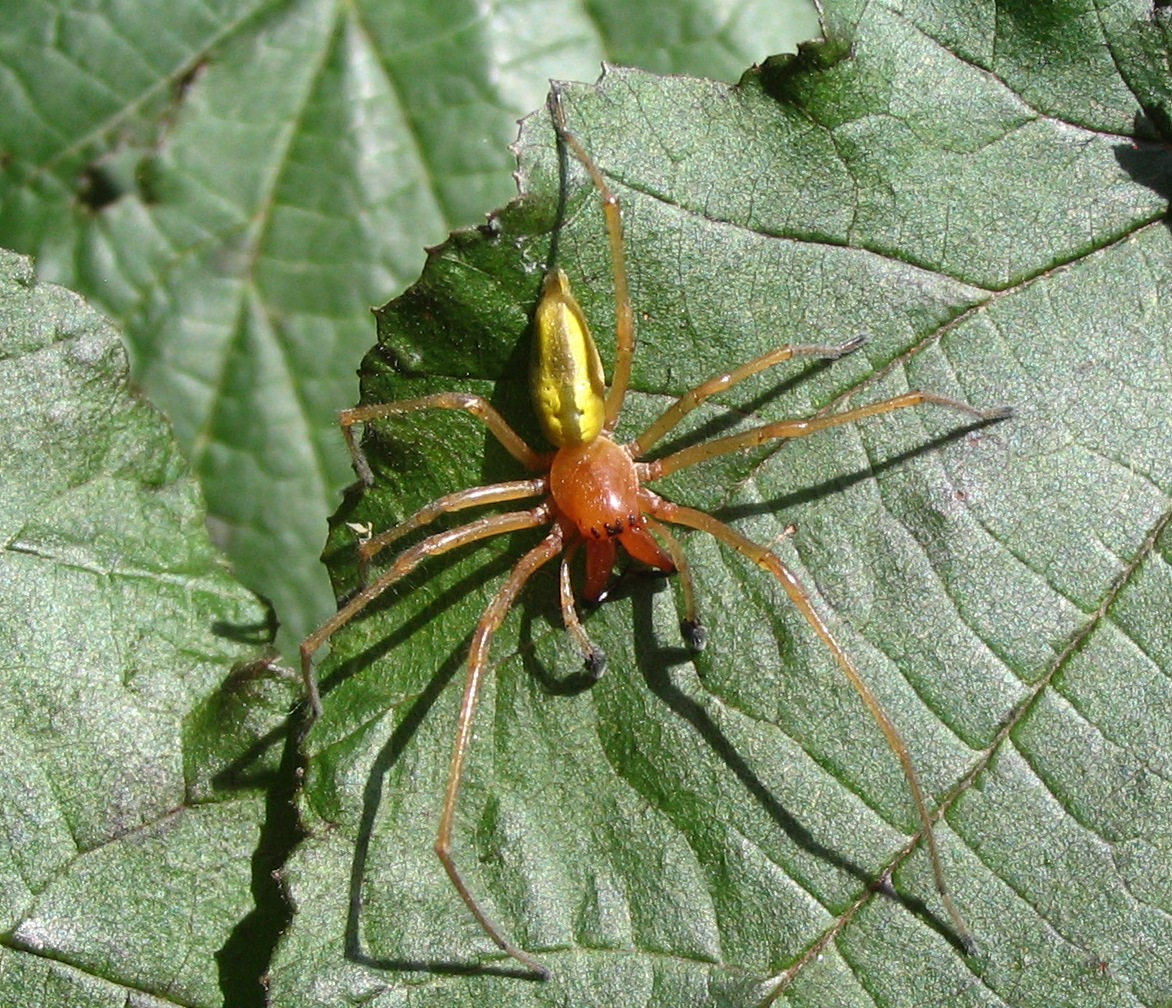
Macho
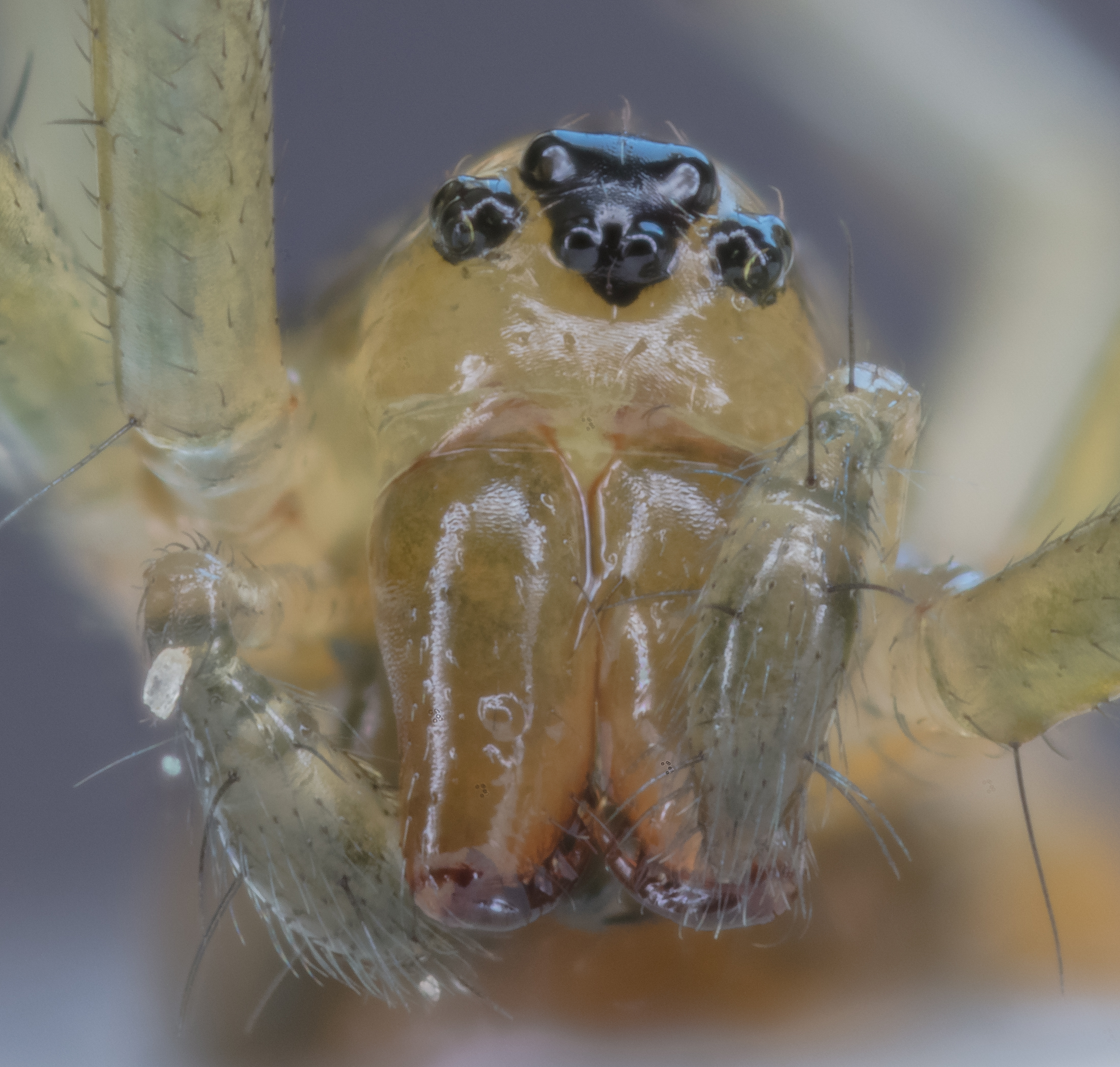
Primer plano
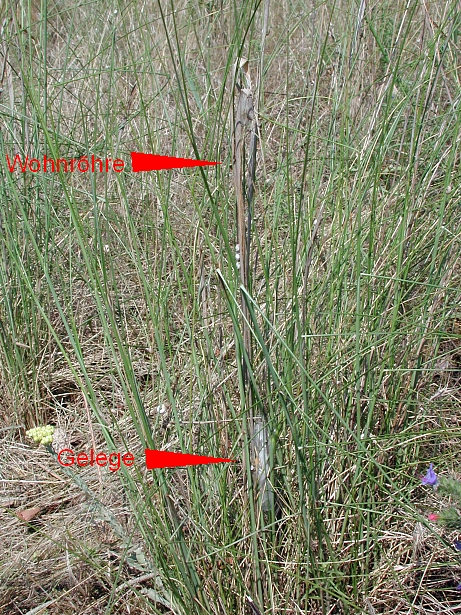
Ootecas